# Purnunsaari (ö i Lappland)
Purnunsaari är en ö i Finland. Den ligger i sjön Purnujärvi och i kommunerna Rovaniemi och Kemijärvi och landskapet Lappland, i den norra delen av landet, 700 km norr om huvudstaden Helsingfors. Öns area är 3,7 hektar och dess största längd är 250 meter i sydöst-nordvästlig riktning.